# Tetrapéptido

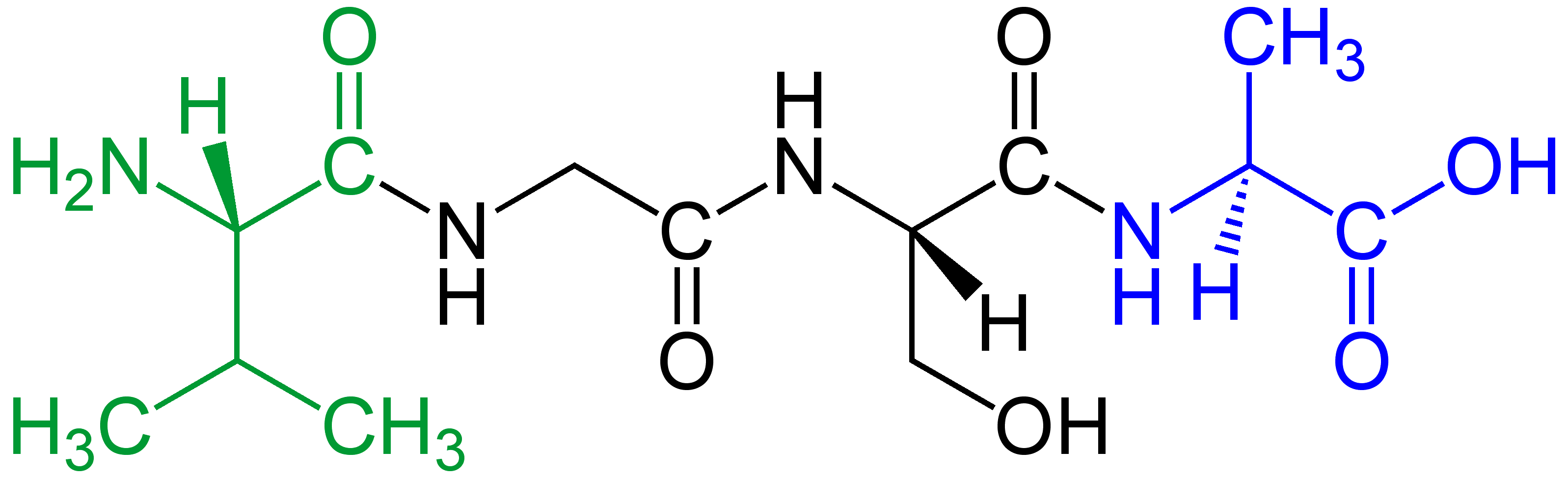
Un tetrapéptido (ejemplo Val - Gly - Ser - Ala) con extremo amino marcado en verde (L-Valina) y extremo carboxilo marcado en azul (L-alanina).

Un tetrapéptido es un péptido, clasificado como oligopéptido, ya que solo consta de cuatro aminoácidos unidos por enlaces peptídicos. Muchos tetrapéptidos son farmacológicamente activos, mostrando a menudo afinidad y especificidad por una variedad de receptores en la señalización proteína-proteína. 
En la naturaleza están presentes tetrapéptidos lineales y cíclicos (CTP), el último de los cuales imita los giros inversos de las proteínas que a menudo están presentes en la superficie de las proteínas y los objetivos farmacológicos. Los tetrapéptidos pueden ciclarse mediante un cuarto enlace peptídico u otros enlaces covalentes.
Ejemplos de tetrapéptidos son:
- La tuftsina (L-treonil-L-lisil-L-prolil-L-arginina) es un péptido relacionado principalmente con la función del sistema inmunológico.
- La rigina (glicil- L- glutaminil- L -prolil- L -arginina) es un tetrapéptido con funciones similares a las de la tuftsina.
- Postin (Lys-Pro-Pro-Arg) es el tetrapéptido N-terminal de la cistatina C y un antagonista de la tuftsina.
- La endomorfina-1 (H-Tyr-Pro-Trp-Phe-NH2) y la endomorfina-2 (H-Tyr-Pro-Phe-Phe-NH2) son amidas peptídicas con la mayor afinidad y especificidad conocidas por el receptor opioide μ.
- La morficeptina (H-Tyr-Pro-Phe-Pro-NH2) es un péptido de casomorfina aislado de β- caseína.
- Las exorfinas de gluten A4 (H-Gly-Tyr-Tyr-Pro-OH) y B4 (H-Tyr-Gly-Gly-Trp-OH) son péptidos aislados del gluten.
- La tirosina-MIF-1 (H-Tyr-Pro-Leu-Gly-NH2) es un modulador opioide endógeno.
- La tetragastrina (N-((fenilmetoxi) carbonil)-L-triptofil-L-metionil-L-aspartil-L-fenilalaninamida) es el tetrapéptido C-terminal de la gastrina. Es el fragmento peptídico más pequeño de gastrina que tiene la misma actividad fisiológica y farmacológica que la gastrina.
- Kentsin (H-Thr-Pro-Arg-Lys-OH) es un péptido anticonceptivo que se aisló por primera vez de las hembras de hámster.
- Achatin-I (ácido glicil-fenilalanil-alanil-aspártico) es un tetrapéptido neuroexcitador del caracol africano gigante (Lissachatina fulica).
- Tentoxina (ciclo (N-metil-L-alanil-L-leucil- 'N-metil-trans' -dehidrofenil-alanil-glicil)) es un tetrapéptido cíclico natural producida por los hongos fitopatógenos de género Alternaria.
- Rapastinal (H-Thr-Pro-Pro-Thr-NH2) es un agonista parcial del receptor NMDA.
- HC-toxina, ciclo (D-Pro-L-Ala-D-Ala-L-Aeo), donde Aeo es ácido 2-amino-8-oxo-9,10-epoxi decanoico, es un factor de virulencia para el hongo Cochliobolus carbonum en su hospedador, el maíz.
- Elamipretido, (D-Arg-dimetilTyr-Lys-Phe-NH2) un fármaco candidato que se dirige a las mitocondrias.[3][4]